# Glauc (metge segle II aC)
Glauc (en llatí Glaucus, en grec antic Γλαῦκος) va ser un metge grec que va viure al segle ii aC i probablement en part del segle i aC, que Asclepíades Farmació cita en diverses ocasions, tal com recull Galè.